# レッスルマニア2000
レッスルマニア2000（WrestleMania 2000、時系列としてはレッスルマニア16、レッスルマニアシックスティーン）は、2000年4月2日にアメリカ合衆国のプロレス団体WWE（当時はWWF)が開催した年間最大の興行およびPPVの名称である。

## 概要
- 当時WWFのトップであったストーン・コールド・スティーブ・オースチンおよびジ・アンダーテイカーの両者が怪我で欠場したため、トリプルHやビッグ・ショーが初めてレッスルマニアのメインイベントに出場した。アンダーテイカーは今回でレッスルマニア2度目の欠場となった。

- 史上初のトリプル・ラダーマッチが行われ、後にWWEから発売されたレッスルマニアXXのDVD特典に収録されている、WWEのスーパースター達が選ぶレッスルマニア名勝負トップ10において2位にランクインし、プロレスリング・イラストレーテッド紙においても2000年度の年間最高試合に選出されている。[3]また、この試合形式は後のTLCマッチへと受け継がれた。

- メインイベントのWWF王座戦では終盤、ビンス・マクマホンが突如ザ・ロックを裏切り椅子で襲撃、トリプルHの勝利を援護した。レッスルマニア史上メインイベントでヒールの選手が勝利したことは初めてであり、結果的にレッスルマニア初のバッドエンディングとなった。

- オープニングではリリアン・ガルシアが "星条旗" を独唱した。

## 結果
- ○ビッグ・ボスマン&ブル・ブキャナン vs ザ・ゴッドファーザー&ディーロ・ブラウン (w / アイス-T&ゴッドファーザーズ・ホー) ●

- 15分バトルロイヤル形式ハードコア王座戦 -15-minute Battle Royal for the Hardcore Championship-

優勝者ハードコア・ホーリー
以下出場者一覧 ハードコア・ホーリー、クラッシュ・ホーリー (c)、タズ、ヴィセラ、ジョーイ・アブス、ロドニー、ピート・ガス、TAKAみちのく、フナキ、スラッシャー、モッシュ、ブラッドショー、ファルーク
| ピンフォールされたスーパースター | ピンフォールしたスーパースター | 時間   |
| クラッシュ・ホーリー             | タズ                           | 0：26  |
| タズ                             | ヴィセラ                       | 0：59  |
| ヴィセラ                         | フナキ                         | 7：14  |
| フナキ                           | ロドニー                       | 8：10  |
| ロドニー                         | ジョーイ・アブス               | 8：24  |
| ジョーイ・アブス                 | スラッシャー                   | 8：44  |
| スラッシャー                     | ピート・ガス                   | 9：29  |
| ピート・ガス                     | タズ                           | 10：15 |
| タズ                             | クラッシュ・ホーリー           | 14：19 |
| クラッシュ・ホーリー             | ハードコア・ホーリー           | 14：58 |

- ○T&A (テスト&プリンス・アルバート) (w / トリッシュ・ストラタス) vs ヘッド・チーズ (アル・スノー&スティーブ・ブラックマン) (w / Chester McCheeserTon) ●

- トリプルスレットラダー・マッチ形式WWFタッグ王座戦 -Triple Threat Ladder Match for the WWF Tag Team Championship-

ダッドリー・ボーイズ (ババ・レイ・ダッドリー&ディーボン・ダッドリー) (c) vs ハーディー・ボーイズ (マット・ハーディー&ジェフ・ハーディー) vs エッジ&クリスチャン○
- キャットファイト・マッチ -Catfight Match- スペシャル・レフェリー：バル・ビーナス

○テリー (w / ファビュラス・ムーラ) vs ザ・キャット ( w / メイ・ヤング) ●
- ○トゥー・クール (グランマスタ・セクシー&スコッティ・2・ホッティ) &チャイナ vs ラディカルズ (エディ・ゲレロ&ペリー・サターン&ディーン・マレンコ) ●

- 2-フォール・トリプルスレット形式WWFインターコンチネンタル王座戦&WWFヨーロピアン王座戦 -Two-Fall Triple Threat Match for the WWF Intercontinental Championship and WWF European Championship-

カート・アングル (c) vs ○クリス・ベノワ vs クリス・ジェリコ●
クリス・ベノワがインターコンチネンタル王座を獲得
カート・アングル (c) vs ○クリス・ジェリコ vs クリス・ベノワ●
クリス・ジェリコが欧州王座を獲得
- ○リキシ&ケイン (w / ポール・ベアラー) vs D-ジェネレーションX (X-パック&ロード・ドッグ) ( w / トーリー) ●

- フェイタル4ウェイ・エリミネーション・マッチ形式WWF王座戦 -Fatal Four Way Elimination Match for the WWF Championship-

○トリプルH (c) (w / ステファニー・マクマホン・ヘルムスリー) vs ザ・ロック (w / ビンス・マクマホン) vs ミック・フォーリー (w / リンダ・マクマホン) vs ビッグ・ショー (w / シェイン・マクマホン)
| 退場順 | スーパースター     | 退場させたスーパースター |
| 1      | ビッグ・ショー     | ザ・ロック               |
| 2      | ミック・フォーリー | トリプルH                |
| 3      | ザ・ロック         | トリプルH                |
| 勝者   | トリプルH          |                          |